# Миша катерица
Мишата катерица (Myosciurus pumilio) е вид бозайник от семейство Катерицови (Sciuridae).

## Разпространение и местообитание
Разпространен е в Габон, Екваториална Гвинея, Камерун и Република Конго.